# Лъчезар Борисов
Лъчезар Борисов е български икономист, доктор по икономика, министър на икономиката в третото правителство на Бойко Борисов.

## Биография
Лъчезар Борисов е роден на 28 април 1978 година в гр. Самоков. Завършва гимназия „Константин Фотинов“ с профил математика. Висшето си образование със специалност „Макроикономика“ получава от Университета за национално и световно стопанство (УНСС). Получава втора специалност по „Счетоводство и финанси“ от Института за следдипломна квалификация към УНСС.
Публикувал е научни статии в сферата на антимонополното законодателство и моделите на пазарно стопанство, платежния баланс на страната и банковата ефективност при сливанията и поглъщанията.
Започва работа като главен експерт в Министерството на икономиката, след провеждането на конкурс през 2002 година. От 2006 г. до 2017 г. е началник на отдел, като ръководи отдели „Преструктуриране и капиталови пазари“ и „Управление и преструктуриране на държавното участие“. През този период е изпълнявал и длъжностите началник на отдели „Инвестиционни проекти, международни програми и маркетинг“ и „Стратегически анализи и прогнози“. Бил е член на Управителния съвет на Фонда за енергийна ефективност и възобновяеми енергийни източници.
Заместник-министър на икономиката в периода 2017 – 2020 година.
Женен с едно дете.